# 京都近畿情報高等専修学校
京都近畿情報高等専修学校（きょうときんきじょうほうこうとうせんしゅうがっこう）は、京都府京都市伏見区醍醐大構町にある私立専修学校。
近畿情報高等専修学校の系列の学校で、2020年4月1日に開校した。長尾谷高等学校と技能連携を行なっている。